# Héritage (album)
Pour les articles homonymes, voir Héritage.
Albums de Nèg' Marrons
Le Bilan
(2000) Les Liens sacrés
(2008)
Héritage est le troisième album studio des Nèg' Marrons sorti en 2003.

## Liste des titres
1. Tout le monde debout (feat. Mr. Vegas (en)) - 3:37 (produit par Frenchie)
2. La voix du peuple - 4:23 (produit par Yvan Peacemaker)
3. Donne toi les moyens - 4:57 (produit par Sly and Robbie)
4. Dis moi si j'te saoule - 4:43 (produit par Djayz et Künta Kinté)
5. Produit de son environnement - 5:16 (produit par Ben-J et Lasquez)
6. Vie meilleure - 4:48 (produit par Sly and Robbie)
7. Danse Hall Phenomen - 3:39 (produit par Frenchie)
8. Les Mots qu'il faut - 4:12 (produit par Frenchie)
9. Héritage - 5:21 (produit par Sly and Robbie)
10. Pourquoi tant de violence - 4:04 (produit par Moody Mike)
11. Pyromane (feat. Faya.D) - 3:41 (produit par Lasquez et Psycho)
12. Ma musique ma destinée - 4:09 (produit par Sly and Robbie)
13. Juste pour toi (feat. Kwin) - 4:36 (produit par Jacky Brown et Ben-J)
14. Interlude - 0:49 (produit par Jacky Brown et Ben-J)
15. L'hymne - 4:00 (produit par Frenchie)
16. Dead (feat. Pit Baccardi & Ärsenik) - 4:32 (produit par Medeline)

Une édition avec DVD contient le clip de Tout le monde debout ainsi qu'un making-of de l'album.

## Commentaire
Le morceau Dead (piste 16) est également disponible sur l'album ND (Dur est le noyau) de Noyau dur sorti en 2005.